# Желтоног, Степан Семёнович
Желтоног Степан Семёнович (1886, Полтавская область — январь 1944, Казанка, Николаевская область) — советский хирург, участник антифашистского подполья на Криворожье.

## Биография
Родился в 1886 году в селе Загоровля (на территории нынешней Полтавской области).
С 1909 года на Криворожье. В 1909—1917 годах — фельдшер Криворожской земской больницы. Один из первых профессиональных медицинских работников Криворожья. Участник Гражданской войны.
В 1929 году окончил Днепропетровский медицинский институт.
В 1929—1941 годах — хирург, главный врач медицинской части шахтоуправления имени Чубаря (затем рудоуправление «Ингулец»).
С началом немецкой оккупации остался в Ингульце. Входил в состав подпольной группы, был врачом партизанского отряда под руководством Г. М. Седнева. Лечил больных и раненых, спасал людей от угона в Германию, выдавая фальшивые документы. Хозяин конспиративной квартиры.
Арестован в ночь на 13 ноября 1943 года. Вывезен в Казанку, где после жестоких пыток расстрелян в январе 1944 года, похоронен там же.

### Семья
На момент смерти женат на Марии Гавриловне, погибшей вместе с мужем, дочь Виктория.

## Награды
- медаль «За отвагу».

## Память
- С октября 1965 года именем названа бывшая Ингулецкая улица в Ингульце[2][3].
- Памятный знак в Кривом Роге[4][5].
- Памятная доска в Кривом Роге на фасаде бывшей больницы, где в 1934—1943 годах работал хирург[4].